# Nebulosa Formica
La Nebulosa Formica (Mz 3, Menzel 3) è una giovane nebulosa planetaria bipolare situata nella costellazione del Regolo. La nebulosa fu scoperta da Donald Howard Menzel nel 1922.

## Morfologia
La sua forma caratteristica, che richiama quella di una formica, è il risultato dell'interazione di quattro distinti flussi polari ad alta velocità, denominati lobi (bipolari sferoidali), colonne (strutture colonnari simili a una clessidra), raggi (strutture coniche) e chakram (struttura discoidale in espansione). I lobi hanno un comune asse di simmetria, ma ciascuno ha una propria caratteristica morfologia ed angolo di apertura.
Alcuni studiosi ritengono che nel brillante nucleo della nebulosa sia presente una binaria simbiotica.
Alcuni studiosi inducono a ipotizzare che il denso gas nebulare della regione centrale si sia originato da una fonte differente rispetto a quella che ha dato origine ai lobi estesi. Alcuni modelli formulati ipotizzano la presenza di un sistema binario costituito da una stella gigante, che sarebbe la fonte dei gas della regione, e da una nana bianca che genera i fotoni ionizzanti.

### Chakram
Fra le caratteristiche della Nebulosa Formica spicca la grande e debole ellisse centrata nel nucleo della nube stessa, a forma di chakram; mentre il piano dell'ellisse si trova vicino al piano di simmetria indicato sopra, questa struttura si trova nettamente fuori linea. Le sue dinamiche sono le uniche finora conosciute dell'intera nebulosa; a differenza delle altre strutture infatti non vi è un aumento di velocità con l'aumento della distanza radiale dal nucleo. Di conseguenza non si può trattare di un semplice flusso equatoriale, dal momento che il suo movimento appare fortemente radiale, ossia non vi sono elementi che facciano pensare ad una rotazione, che suggerirebbe che si tratti di una struttura dinamicamente stabile. Tutte le proprietà dinamiche dell'ellisse devono essere correlate, da un punto di vista evolutivo, all'evoluzione della stella centrale.

### Disco centrale

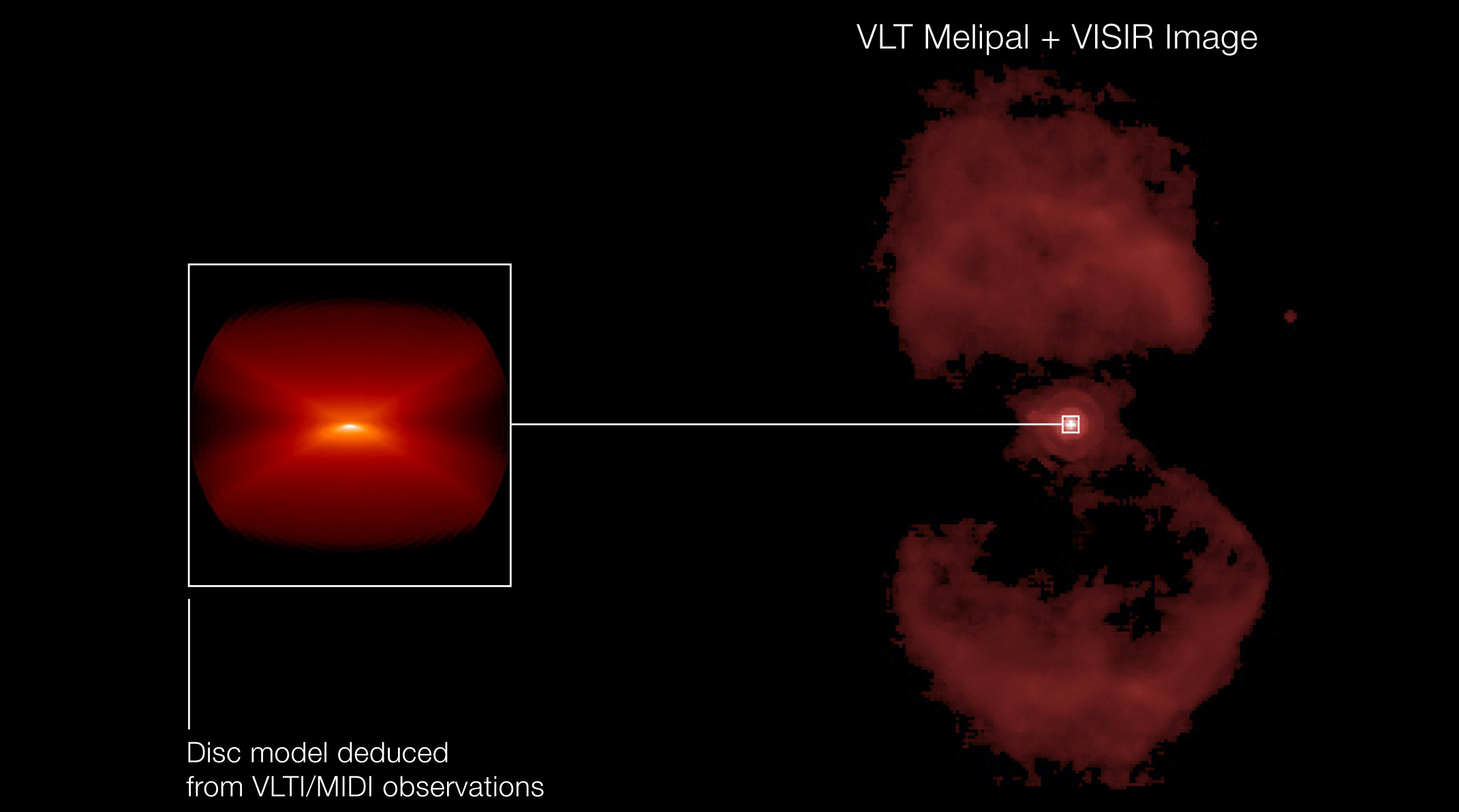
La ricostruzione del disco al centro della nebulosa a partire dall'immagine all'infrarosso.

Grazie all'interferometro del Very Large Telescope, gli astronomi hanno individuato un disco di polveri al centro della nebulosa planetaria; il suo aspetto esile non sembra tuttavia indicare una sua implicazione nel processo che ha portato la nebulosa ad assumere la sua caratteristica forma. L'immagine del disco è stata ottenuta processando i dati raccolti dalle osservazioni nell'infrarosso medio. Il lobo inferiore del disco sembra più brillante in quanto più vicino alla nostra linea di vista. Il disco appare piatto e visto quasi di profilo e il suo asse maggiore è perpendicolare all'asse dei lobi della nebulosa bipolare. La formazione discoidale si estende a partire da 9 UA dalla stella (o coppia stellare) centrale fino ad oltre 500 UA.

## Caratteristiche

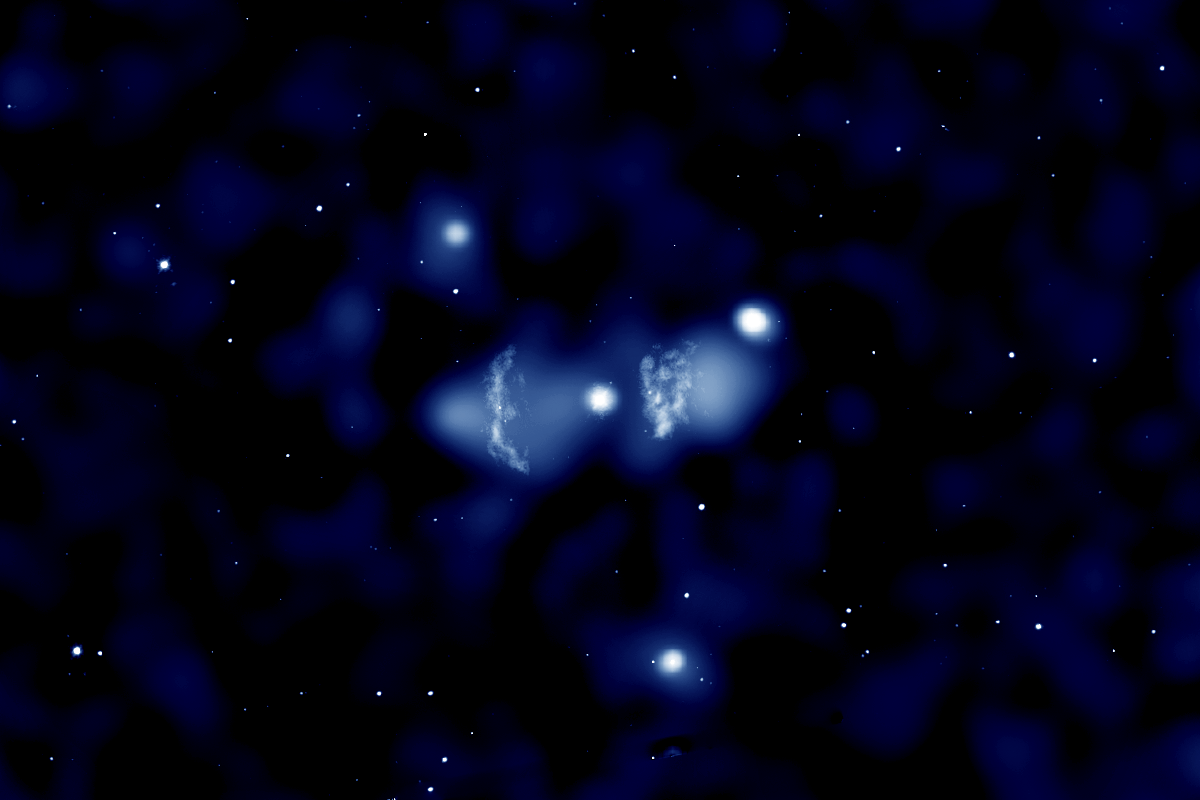
La nebulosa ripresa nei raggi X dal telescopio spaziale Chandra.

La Nebulosa Formica si espande al ritmo di 59 km/s e possiede un asse polare orientato su un angolo di 30° dal piano del cielo; certe volte viene paragonata alla meglio conosciuta Nebulosa Farfalla, nello Scorpione, dato che avrebbero una storia evolutiva simile: entrambe hanno un nucleo brillante e puntiforme, con una nebulosa bipolare stretta e "strozzata", e condividono lo stesso spettro nelle sue variazioni spaziali. A causa della loro somiglianza, le loro differenze sono degne di nota; un'importante differenza risiede nella loro emissione nel vicino infrarosso: la Nebulosa Formica non mostra tracce di emissioni di idrogeno molecolare, mentre la Nebulosa Farfalla possiede una forte emissione H2 nel vicino infrarosso. La mancanza di questa emissione è data insolitamente dalla stretta correlazione fra questo tipo di emissioni e la struttura bipolare della nebulosa stessa; inoltre, i lobi polari della Nebulosa Formica sono più arrotondati se comparati con la Nebulosa Farfalla. Infine, non vi sono evidenze di variabilità temporale nei lobi polari della Nebulosa Farfalla.